# Pierre B. Boucher

Institution au droit maritime, 1803 (Fondazione Mansutti, Milano).

Pierre B. Boucher (Bordeaux, 1758 – ...) è stato un giurista e politico francese.

## Biografia
Nato a Bordeaux, divenne docente di diritto commerciale e marittimo all'Università di Parigi. In seguito fu nominato membro del Consiglio di Stato, per poi spostarsi a San Pietroburgo nel 1809 come incaricato commerciale.

## Opere
Le sue opere principali riguardano gli argomenti dei suoi studi: Institutions commerciales, traitant de la jurisprudence marchande et des usages du négoce (1801), Institution au droit maritime 1803), Manuel des négocians (1808). Ebb molta fortuna la sua Histoire de l'usure, edita nel 1806. Tradusse nel 1808 il Consolato del mare in lingua francese. Fu accusato di aver copiato letteralmente alcuni autori del secolo precedente, in particolare la Science des négocians et teneurs de livres di Mathieu de la Porte (1704), riedita con lo stesso titolo da Boucher nel 1800, pur adattando i testi alle novità finanziarie della propria epoca. Boucher contribuì inoltre all'opera di Pierre Sanfourche-Laporte, intitolata Nouveau Valin (1809).